# SAP30
SAP30 (англ. Sin3A associated protein 30) – білок, який кодується однойменним геном, розташованим у людей на короткому плечі 4-ї хромосоми.  Довжина поліпептидного ланцюга білка становить 220 амінокислот, а молекулярна маса — 23 306.
| 10         |  | 20         |  | 30         |  | 40         |  | 50         |
| ---------- |  | ---------- |  | ---------- |  | ---------- |  | ---------- |
| MNGFTPDEMS |  | RGGDAAAAVA |  | AVVAAAAAAA |  | SAGNGTGAGT |  | GAEVPGAGAV |
| SAAGPPGAAG |  | PGPGQLCCLR |  | EDGERCGRAA |  | GNASFSKRIQ |  | KSISQKKVKI |
| ELDKSARHLY |  | ICDYHKNLIQ |  | SVRNRRKRKG |  | SDDDGGDSPV |  | QDIDTPEVDL |
| YQLQVNTLRR |  | YKRHFKLPTR |  | PGLNKAQLVE |  | IVGCHFRSIP |  | VNEKDTLTYF |
| IYSVKNDKNK |  | SDLKVDSGVH |  |            |  |            |  |            |

A: Аланін

C: Цистеїн

D: Аспарагінова кислота

E: Глутамінова кислота

F: Фенілаланін

G: Гліцин

H: Гістидин

I: Ізолейцин

K: Лізин

L: Лейцин

M: Метіонін

N: Аспарагін

P: Пролін

Q: Глутамін

R: Аргінін

S: Серин

T: Треонін

V: Валін

Кодований геном білок за функціями належить до репресорів, фосфопротеїнів. 
Задіяний у таких біологічних процесах як транскрипція, регуляція транскрипції, ацетиляція. 
Білок має сайт для зв'язування з іонами металів, іоном цинку, ДНК. 
Локалізований у ядрі.